# Simon Petrov
Simon Petrov (Novo Mesto, 27 gennaio 1976) è un ex cestista e allenatore di pallacanestro sloveno.

## Carriera
Con la Slovenia ha disputato i Campionati europei del 2003.

## Palmarès

### Giocatore
- Campionato francese: 1

ASVEL: 2001-02
- Campionato sloveno: 1

Krka Novo Mesto: 2011-12